# Майкл Еменало
Майкл Еменало (англ. Michael Emenalo, нар. 4 липня 1965, Аба) — нігерійський футболіст, що грав на позиції захисника. По завершенні ігрової кар'єри — тренер.
Виступав, зокрема, за клуби «Моленбек» та «Стокпорт Каунті», а також національну збірну Нігерії.

## Клубна кар'єра
У дорослому футболі дебютував 1986 року виступами за команду «Енугу Рейнджерс». 
Протягом 1986—1989 років захищав кольори клубу «Бостон Юніверсіті».
Своєю грою за останню команду привернув увагу представників тренерського штабу клубу «Моленбек», до складу якого приєднався 1989 року. Відіграв за команду з Моленбека наступні три сезони своєї ігрової кар'єри.
Протягом 1993—1994 років захищав кольори клубу «Айнтрахт» (Трір).
У 1994 році уклав контракт з клубом «Ноттс Каунті», у складі якого провів наступний рік своєї кар'єри гравця. 
Згодом з 1996 по 1998 рік грав у складі команд «Сан-Хосе Ерзквейкс» та «Льєйда».
З 1998 року два сезони захищав кольори клубу «Маккабі» (Тель-Авів). Більшість часу, проведеного у складі тель-авівського «Маккабі», був основним гравцем захисту команди.
У 2000 році перейшов до клубу «Стокпорт Каунті», за який відіграв 3 сезони. У складі «Стокпорт Каунті» був одним з головних бомбардирів команди, маючи середню результативність на рівні 0,75 гола за гру першості. Завершив професійну кар'єру футболіста виступами за команду «Стокпорт Каунті» у 2003 році.

## Виступи за збірну
У 1985 році дебютував в офіційних матчах у складі національної збірної Нігерії.
У складі збірної був учасником чемпіонату світу 1994 року у США, розіграшу Кубка конфедерацій 1995 року у Саудівській Аравії.
Загалом протягом кар'єри в національній команді, яка тривала 11 років, провів у її формі 14 матчів.

## Кар'єра тренера
Розпочав тренерську кар'єру, повернувшись до футболу після невеликої перерви, 2010 року, увійшовши до тренерського штабу клубу «Челсі», де пропрацював до 2017 року.